# Varennes-Changy
Varennes-Changy település Franciaországban, Loiret megyében. Lakosainak száma 1483 fő (2022. január 1.). Varennes-Changy Oussoy-en-Gâtinais, Saint-Hilaire-sur-Puiseaux, Montereau, Ouzouer-des-Champs, Nogent-sur-Vernisson, Langesse és Le Moulinet-sur-Solin községekkel határos.

## Népesség
A település népessége az elmúlt években az alábbi módon változott:
| Lakosok száma | 825  | 1132 | 1259 | 1441 | 1519 | 1496 | 1489 | 1494 | 1492 | 1483 |
|               | 1968 | 1982 | 1990 | 2006 | 2013 | 2015 | 2017 | 2019 | 2020 | 2022 |